# 급암
급암(汲黯, ? ~ ?)은 전한 중기의 관료로, 자는 장유(長儒)이며, 복양현(濮陽縣) 사람이다. 무제의 간신(諫臣)으로, 황로지도와 무위의 정치를 주장했으나 황제에게 받아들여지지 않자, 회양태수를 마지막으로 관직에서 물러났다.

## 생애
집안은 7대 선조부터 삼진(三晉)의 속국으로 몰락한 시절의 위나라를 섬겨 대대로 경대부(卿大夫)를 지내 왔다. 처음에는 경제 시절에 아버지의 추천으로 태자 무제의 태자선마(太子洗馬)를 맡았으며, 태자가 황제로 즉위하자 알자를 맡았다. 형양령이 되자 현령 자리를 부끄러워해 은퇴했고, 동해태수가 되고서는 선정을 펼쳐 주작도위를 맡아 구경의 반열에 올랐다.
구경에 들어 조정에서 일하면서 자주 간언하여 황제와 대신들의 불쾌감을 사 여러 차례 직위를 잃기도 했으나, 무제는 급암을 대함에 항상 예를 잃지 않았으며 대신들도 두려워했다. 엄격한 법 집행을 주장하는 장탕과 논쟁을 벌였으나 굴복시키지 못하였고, 흉노 정벌에 반대하여 찬성하는 장탕·공손홍 등과 대립했다. 흉노 정벌이 계속 성공하고, 장탕과 공손홍의 권세가 커지면서 급암은 점차 조정에서 소외되어 갔다. 결국 흉노 혼야왕의 투항 문제에서 무제의 노기를 사 관직에서 쫓겨났다.
몇 년 후, 오수전 위조 문제를 처리하기 위해 회양태수로 임명되어 회양의 정치를 맑게 했다. 7년 후에 죽었다.